# またタビ
『またタビ』は、市川ヒロシによる日本の漫画作品。『週刊コミックバンチ』（新潮社）にて連載された。
連載ではトラジが捨てられ野良猫となるところから始まり、野良猫時代が書かれていたが、単行本ではあやちんに飼われ始めて以降から収録されており、野良猫時代の話や飼い猫になってからの話でも野良猫時代の仲間が登場する話は単行本に未収録である。

## 登場猫
トラジ
主人公。虎縞模様。元飼い猫だったが捨てられて野良猫に。その後あやちんに拾われ再び飼い猫となる。台詞は関西弁。あやちんに飼われてからはトラくんと呼ばれる。
教官
野良猫相手に人間からの餌の貰い方を教え、月謝として煮干しを取る。普段は渋くサングラスをかけているが人間に餌を貰う時には外し、愛らしい姿に豹変する。単行本には登場しない。
モモ
雌の野良猫。味音痴。単行本には登場しない。
グレタ
野良猫仲間で唯一血統書を持っている。単行本には登場しない。
小吉
トラジをトラジさんと呼び慕う幼い野良猫。単行本には登場しない。
でちお
野良猫時代にトラジが拾った子猫の一匹。体は白く、端々が黒い。目は丸くて大きく黒目だけ。語尾に「でち」がつく。単行本には登場しない。
でしお
野良猫時代にトラジが拾った子猫の一匹。体は黒く、端々が白い。目は×の字。語尾に「でち」がつく。単行本には登場しない。
でつお
野良猫時代にトラジが拾った子猫の一匹。三毛猫。常に眠そうな目をしている。語尾に「でち」がつく。単行本には登場しない。
コタロウ
成猫のため貰い手が現れないのを見かねて、あやちんが貰って来た猫。おっとりとしている。単行本には未登場。

## 登場人物
あやちん
野良猫だったトラジが家を訪れると餌をくれた女性。在宅のイラストレーター。引っ越しを期にトラジを飼い始める。
三上
あやちんと同棲している男性。トラジからはでかいのと呼ばれ、あまり好かれていない。